# Tibula
Tibula (grec antic: Τιβουλα) va ser una ciutat de Sardenya prop de l'extrem nord de l'illa, on s'aturaven els navegants que venien de Còrsega. Figura als Itineraris, que donen quatre línies de recorregut partint d'aquesta ciutat, ja que era un lloc habitual d'embarcament.
No es coneix amb exactitud la seva situació, i segons el que en diu Claudi Ptolemeu podria ser amb Castel Sardo, a uns 25 km de Porto Torres, encara que és poc probable. El mateix Ptolemeu parla dels Τιβουλάτιοι ('tiboulatioi'), que devien d'estar relacionats amb el nom de la ciutat i els situa a l'extrem nord de l'illa. Podria tractar-se de Porto di Lungo Sardo prop de la punta nord, que Claudi Ptolemeu esmenta sota el nom d'Errebantion o Errebantium.